# Un rêve d’indépendance
Pour plus de détails, voir Fiche technique et Distribution.
Un rêve d’indépendance est un film documentaire congolais réalisé en 1998 par Monique Mbeka Phoba.

## Synopsis
Personne ne sait plus ce qu'étaient les assistants médicaux. Ni les Belges, qui créèrent cette catégorie médicale, pendant leur colonisation du Congo, ni les Congolais qui ont laissé cette partie de leur histoire s'enfoncer dans l'oubli. Sur les traces d'un grand-père assistant médical devenu médecin, la réalisatrice congolaise tire un portrait de son pays 37 ans après l'Indépendance.

## Fiche technique
- Réalisation : Monique Mbeka Phoba
- Production : Centre de l'audiovisuel à Bruxelles
- Scénario : Monique Mbeka Phoba
- Image : Michel Baudour, Pierre Mieko
- Montage : France Duez
- Son : Richard Verthe

## Récompenses
- Cine Independiente, Bruselas, 1999
- Vues d'Afrique, Montréal, 2000